# Marco Bianchi
Marco Bianchi (* 3. August 1990 in Grumo Appula) ist ein italienischer ehemaliger Fußballspieler.

## Karriere
Marco Bianchi wurde in Grumo Appula geboren und kam im jugendlichen Alter zum US Lecce, wo er in der Jugend spielte. In der Primavera des Vereins aus seiner Heimatregion Apulien spielte dieser ebenso. Im Jahr 2010 verließ er den Verein und spielte für eine Spielzeit beim ASD Rossanese. Beim Klub aus Rossano wurde dieser als Stammspieler in der Serie D eingesetzt. Später unterschrieb der Abwehrspieler einen Vertrag in Estland beim JK Nõmme Kalju, der zunächst bis Saisonende 2012 gilt. Sein Debüt gab er gegen den JK Trans Narva, als dieser für Andres Koogas nach der Halbzeitpause eingewechselt wurde. Am Spieltag darauf gegen den FC Viljandi stand er beim 3:0-Auswärtserfolg in der Startaufstellung und wurde kurz vor Spielende durch Andres Koogas ersetzt. Bis zu diesem Zeitpunkt stand er meist bei der Zweiten Mannschaft des Vereins im Kader und kam in der II. Liiga der dritthöchsten Spielklasse in Estland zu acht Spieleinsätzen.